# Scione minuta
Scione minuta är en tvåvingeart som beskrevs av Szilady 1926. Scione minuta ingår i släktet Scione och familjen bromsar. Inga underarter finns listade i Catalogue of Life.